# Джеватпаша (квартал в Байрампаша)
„Джеватпаша“ (на турски: Cevatpaşa) е квартал на Истанбул, разположен в околия Байрампаша. Общата му площ е 0,59 км2. Според данни на Адресната система за регистриране на населението (ABPRS) към 2023 г. населението на „Джеватпаша“ е 18 485 жители.